# John Havlicek
Vous lisez un « bon article » labellisé en 2012.
Pour les articles homonymes, voir Havlíček.
John Joseph Havlicek, né le 8 avril 1940 à Martins Ferry dans l'Ohio et mort le 25 avril 2019 à Jupiter en Floride, est un joueur américain de basket-ball, élu parmi les meilleurs joueurs du cinquantenaire de la NBA.
Il est intronisé au Basketball Hall of Fame en 1984. Il joue pour les Celtics de Boston durant les seize années de sa carrière et remporte huit titres de champion avec eux, sous la direction de Red Auerbach, Bill Russell puis Tom Heinsohn. Son surnom, « Hondo », est inspiré par le film du même nom, rôle titre tenu par John Wayne.
Durant sa carrière universitaire, il remporte un titre de champion lors du tournoi final de la NCAA 1960 avec les Buckeyes d'Ohio State dont l'un de ses coéquipiers, Jerry Lucas, est un autre membre du Hall of Fame.
Havlicek devient le premier joueur à marquer plus de 1 000 points durant seize saisons consécutives. Treize fois NBA All-Star, Havlicek prend sa retraite en 1978 et son numéro 17 est immédiatement retiré au Boston Garden. Il est le meilleur joueur des Celtics de Boston au nombre de points marqués et de matchs disputés respectivement 26 395 points et 1 270 matchs. Quant à sa moyenne de 20,8 points par match, elle le situe à la troisième place des joueurs des Celtics, derrière Larry Bird, premier avec 24,3 et Paul Pierce. Il occupe la deuxième place au nombre des passes, avec 6 114 passes, derrière Bob Cousy. Il est également deuxième pour les lancers francs réussis (5 369) et tentés (6 589), largement dépassé par Paul Pierce. Son nombre de points le plaçait à la seizième place au niveau de la NBA (après la saison régulière 2018-2019). Avec 1 270 rencontres de saison régulière, il se situe en avril 2019 au 30e rang des joueurs de NBA, et 32e pour la NBA et ABA cumulées. Il est élu MVP de la finale 1974.
Il est connu pour son dynamisme et son endurance. Il est redoutable pour ses adversaires et d'une grande aide pour ses coéquipiers. Richard Hamilton, des Pistons de Détroit, lui a été comparé pour des raisons similaires. C'est un joueur très assidu qui en six ans de 1966 à 1972 n'a manqué que trois matchs, en disputant 489 sur les 492 aux programmes des saisons régulières ; de plus en seize années avec les Celtics il a joué 1 270 matchs sur les 1 304 disputés par son équipe en saison régulière.

## Biographie

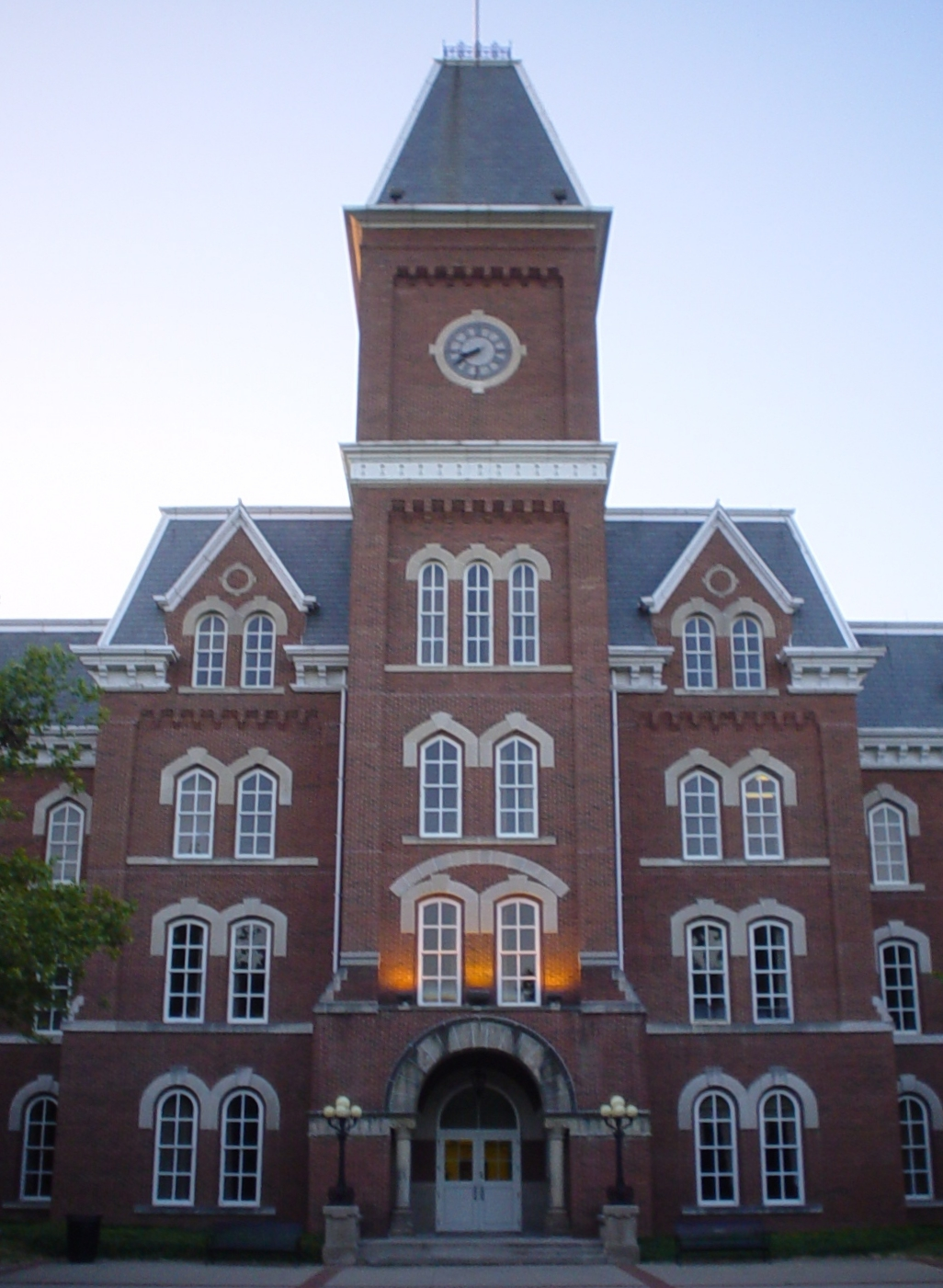
Université d'État de l'Ohio.

### Jeunesse
John Havlicek, né d’un immigré tchécoslovaque vivant dans une petite ville de l’Ohio où les ressources sont des mines de charbon et la fabrication de l’acier, pratique de nombreux sports dans sa jeunesse, dont le football américain, le baseball et le basket-ball. Dans son lycée de Bridgeport High School, il est une star de l’équipe locale dans ces trois sports. Il choisit ensuite de rejoindre l’université d'État de l'Ohio. Bien qu’il ait des statistiques intéressantes en baseball, il choisit de se destiner au basket-ball.

### Carrière universitaire à Ohio State
Lors de sa première saison avec les Buckeyes d'Ohio State, il évolue avec Jerry Lucas. Parmi ses autres coéquipiers figurent son futur partenaire aux Celtics de Boston Larry Siegfried et l’un des plus grands entraîneurs de basket-ball universitaire, Bobby Knight. Il réalise une première saison, en tant que sophomore, à 12,2 points et 7,3 rebonds de moyenne par rencontre. Les Buckeyes rejoignent le tournoi final de la NCAA. Lors de celui-ci, ils remportent toutes leurs rencontres par un minimum de 17 points d'écart, les Golden Bears de la Californie s’inclinant pour leur part sur le score de 75 à 55 en finale du Final Four NCAA. Jerry Lucas est nommé Most Outstanding Player (MOP), meilleur joueur du tournoi NCAA,.
Lors de la même saison, il est nommé dans l'équipe réserve de la sélection olympique, formée pour suppléer un éventuel forfait dans l’équipe des États-Unis pour les Jeux olympiques de Rome. Celle-ci, considérée comme l’une des plus fortes équipes universitaires américaines de l’histoire (avec celle de 1984) avec la présence de Jerry West, Oscar Robertson, Jerry Lucas, Terry Dischinger et Walt Bellamy, remporte la médaille d’or.
Les deux saisons suivantes, les Buckeyes disputent de nouveau la finale du Final Four, s’inclinant à deux reprises face aux Bearcats de Cincinnati, 70 à 65 en 1961 et 71 à 59 l'année suivante. Lors de ces saisons, Havlicek réalise respectivement 14,5 points et 8,7 rebonds puis 17,0 points et 9,7 rebonds. Il termine sa carrière universitaire avec une nomination All-American lors de sa dernière année et est nommé à deux reprises dans le cinq de la Big Ten Conference. Ses statistiques en universitaire sont de 1 223 points, soit une moyenne de 14,6 et 720 rebonds (8,6),.

### Carrière professionnelle aux Celtics de Boston

#### Quatre titres de la NBA consécutifs
À la sortie de l’université, il est choisi lors de la draft NFL 1962 par les Browns de Cleveland lors du septième tour de draft (en 95e position), bien qu’il n’ait pas disputé de rencontres de football durant ses quatre ans à Ohio State. Les Browns désirent le faire jouer au poste de wide receiver (receveur). Ce n’est que lors de la dernière sélection du camp d’entraînement de ceux-ci qu’il est sorti de l’équipe. Il rejoint alors les Celtics de Boston qui restent sur quatre titres consécutifs. L’entraîneur des Celtics Red Auerbach  recherche alors uniquement un joueur pouvant occuper un rôle de sixième homme.
Pour sa première saison en NBA, il marque 14,3 points, capte 6,7 rebonds et délivre 2,2 passes. Sa moyenne de points se réduit à 11,8 points lors des playoffs. Il termine la saison dans le premier cinq des rookies, le titre de rookie de l’année étant remporté par Terry Dischinger.
Les Celtics remportent un nouveau titre, face aux Lakers de Los Angeles sur le score de quatre à deux, avec une dernière victoire 112 à 98 à Los Angeles.
La saison suivante, son temps de jeu progresse, passant de 27,5 à 32,3 minutes par rencontre, sa moyenne de points atteignant désormais 19,9, ce qui le place au dixième rang de la ligue. Dans le même temps, son nombre de passes atteint 3 par rencontre. Il est par contre moins productif au rebond en obtenant désormais 5,4 rebonds. Il est également nommé dans le second cinq de la NBA (second All-NBA Team), cinq qui comprend également ses coéquipiers Bill Russell et Tom Heinsohn. Lors des dix rencontres de play-offs disputées, ses statistiques sont de 15,7 points, 4,3 rebonds et 3,2 passes. Les Celtics continuent leur domination en NBA en ayant le meilleur bilan de la phase régulière, puis en battant en finale de Conférence Est les Royals de Cincinnati d'Oscar Robertson en cinq manches. En finale, ils retrouvent les Warriors de San Francisco, qui effectuent leur deuxième saison dans la Conférence Ouest. Malgré la présence de Wilt Chamberlain, les Celtics l’emportent en cinq manches.
Durant la saison 1964-1965, les statistiques de Havlicek sont de 18,3 points, 4,9 rebonds et 2,7 passes en 28,9 minutes. Durant les play-offs, son temps de jeu progresse et il en profite pour produire 18,5 points, 7,3 rebonds et 2,4 passes. Lors de cette saison de play-off, il réalise une action marquante lors de la septième et ultime rencontre opposant les Celtics aux Sixers de Chamberlain. Les Celtics mènent 110 à 109 et Philadelphie se retrouve avec la possession à cinq secondes du terme. Chamberlain marqué par Russell, Hal Greer essaye de transmettre à l’ailier Chet Walker qui apparait libre avant que Havlicek ne se précipite sur la ligne de passe et intercepte le ballon. La retransmission de ce moment à la radio, commentée par Johnny Most, constitue l’un des éléments marquants du sport américain : « Havlicek steals it. Over to Sam Jones. Havlicek stole the ball! It's all over! Johnny Havlicek stole the ball! »,. En finales, les Celtics l’emportent plus aisément quatre à un face aux Lakers.
Il fait sa première apparition au NBA All-Star Game lors de l’année 1966, marquant 18 points, 6 rebonds et 1 passe en 25 minutes. Les statistiques de Havlicek sont proches de celle de la saison précédente en 1965-1966 : 18,8 points, 6,0 rebonds et 3,0 passes en 30,6 minutes. Mais durant les play-offs, son importance au sein du jeu des Celtics progresse avec 42,3 minutes disputées. Il en profite pour assurer 23,6 points, 9,1 rebonds et 4,1 passes. Les Sixers échouent de nouveau face aux Celtics en finales de Conférence. Comme la saison précédente, les Celtics affrontent les Lakers en finales. Ceux-ci remportent la première manche à Boston mais l’importance de ce résultat est éclipsée par l’annonce de Red Auerbach : Bill Russell prend sa succession au poste d’entraîneur à l’issue de la rencontre. C’est lors de la septième manche, disputée au Garden, que la décision se fait avec une victoire des Celtics 95 à 93.
La première saison sous la direction de son nouvel entraîneur, qui cumule ses fonctions avec celle de joueur, se termine par une défaite en finale de Conférence face aux Sixers sur le score de quatre à un, avec un score de 140 à 116 lors de la cinquième rencontre décisive. Havlicek, qui évolue désormais dans le cinq majeur en alternant au poste d’arrière ou d’ailier, marque 21,4 points, 6,6 rebonds et 3,4 passes. À la fin de la saison, il refuse la somme de deux millions de dollars pour jouer en American Basketball Association avec les Cougars de la Caroline et préfère rester aux Celtics même s'il est moins bien rémunéré.

#### Années de transitions avec deux titres
Les observateurs pensent que l’ère des Celtics est désormais terminée, d’autant plus que ceux-ci présentent un effectif avec des joueurs âgés. K.C. Jones a terminé sa carrière à l’issue de la saison précédente, Sam Jones a 34 ans au début de la saison et Bill Russell 33. Les Sixers, comme la saison précédente, dominent la phase régulière, devançant les Celtics de huit victoires dans la conférence Est. Les deux équipes se retrouvent en finales de la Conférence. Celle-ci se déroule dans un climat particulier avec l’assassinat de Martin Luther King. Les Celtics, après avoir remporté la première manche à Philadelphie, perdent trois rencontres successives et disputent la cinquième rencontre à Philadelphie. Ils remportent celle-ci, puis la rencontre suivante à Boston, pour revenir disputer la rencontre décisive chez les Sixers et l’emporter 100 à 96. Lors de la série finale face aux Lakers, les deux équipes sont à égalité deux partout, chacune l’emportant une fois à l’extérieur. Lors de la cinquième rencontre, Boston l’emporte 120 à 117 dans une rencontre où Havlicek, désormais capitaine, marque 37 points. Lors de la sixième rencontre, il ajoute 40 points dans une rencontre remportée 124 à 109 par les Celtics qui remportent leur dixième titre, le cinquième pour Havlicek en seulement six saisons disputées en NBA. Il obtient également sa troisième élection dans le second cinq NBA, après celles de 1964 et 1966.
Lors de la saison 1968-1969, les Celtics se reposent encore un peu plus sur Havlicek, d’autant que leur entraîneur-joueur manque une partie de la saison en raison de blessures à la jambe. Ils terminent quatrième de la Conférence. Mais lors des play-offs, ils éliminent les Sixers, qui ont perdu Chamberlain désormais chez les Lakers, sur le score de quatre à un, puis New York sur le score de quatre à deux. En finales, ils retrouvent de nouveau les Lakers de Los Angeles. Ceux-ci, avec l’ajout de Wilt Chamberlain à Jerry West et Elgin Baylor, pensent détenir l’équipe pour remporter le titre. West marque 53 points lors de la première rencontre, remportée 120 à 118 par les Lakers malgré les 39 points d'Havlicek. Il réalise ensuite 43 points lors de la seconde rencontre, toujours remportée par les Lakers 118 à 112. Havlicek, malgré une blessure à l’œil gauche, marque 34 points lors de la troisième rencontre disputée au Garden pour donner la victoire à son équipe sur le score de 111 à 105. Boston égalise dans la série en l’emportant 89 à 88 à la dernière seconde. Après avoir perdu à Los Angeles 117 à 104, les Celtics reviennent de nouveau à égalité en l’emportant 99 à 90 au Garden. Lors de la dernière rencontre disputée au Forum, les Celtics l’emportent 108 à 106 et c'est la première fois qu'une franchise gagne le titre lors de la septième rencontre disputée à l'extérieur. Havlicek termine la saison avec 21,6 points, 7,0 rebonds et 5,4 passes, catégorie statistique où il figure au neuvième rang de la ligue. Il est également nommé dans le second cinq de la ligue et le second cinq défensif.

#### Rôle accru mais pas de titre
Après l’annonce par Bill Russell de son départ, c’est un autre ancien des Celtics, Tom Heinsohn, qui prend la direction de l’équipe. Havlicek perd deux autres coéquipiers avec Sam Jones qui prend sa retraite et Bob Cousy qui signe le 18 novembre 1969 avec les Royals de Cincinnati. L’équipe repose de plus en plus sur Havlicek qui joue désormais 41,6 minutes, quatrième plus grosse moyenne de NBA. Il marque 24,2 points, occupant le huitième rang de la ligue, 7,8 rebonds et 6,8 passes, septième de NBA. Il est de nouveau élu dans les seconds cinq de NBA et défensifs. Pour la première saison depuis 1950, la franchise présente un bilan négatif à l’issue de la phase régulière avec 34 victoires pour 48 défaites. Avec la septième place de la Conférence Est, les Celtics ne se qualifient pas pour les play-offs. Lors de la draft 1970, les Celtics recrutent un futur grand joueur Dave Cowens.
Lors de la saison suivante, les Celtics échouent de nouveau dans leur tentative de rejoindre les playoffs avec une troisième place de la Division Atlantique, derrière New-York et Philadelphie. Havlicek obtient sa troisième nomination consécutive dans le second cinq défensif. Sa saison, ponctuée de 28,9 points, deuxième de la ligue derrière Kareem Abdul-Jabbar, 9,0 rebonds et 7,5 passes, quatrième de la ligue, est récompensée d’une place dans le meilleur cinq NBA,.
Après deux ans d’absence, Boston retrouve les playoffs après avoir terminé en tête de sa division et de la Conférence avec un bilan de 56 victoires pour 26 défaites. Mais lors des playoffs, après une victoire quatre à deux sur les Hawks d'Atlanta, ils échouent en finale de Conférence quatre à un face aux Knicks. Havlicek termine une nouvelle sur le podium des meilleurs marqueurs de la ligue avec une moyenne de 27,5 points qui lui octroie une troisième place. Il est également cinquième passeur avec 7,5 passes et cumule 8,2 rebonds. Il est nommé dans le meilleur cinq de l’année et le meilleur cinq défensif.
La saison 1972-1973 ressemble à la saison précédente en termes de bilan : après une nouvelle première place de la Conférence, avec 68 victoires et 14 défaites, les Celtics retrouvent les mêmes adversaires en play-off, soit Atlanta défait sur le score de quatre à deux, avec en particulier un total de 54 points (24 paniers et 6 lancers francs sur 6) dans une victoire 134 à 109 lors de la première manche le 1er avril à Boston, et New York qui élimine Boston lors de la manche décisive. Havlicek termine de nouveau dans le Top 10 dans les catégories statistiques des points, neuvième avec 22,6, et des passes, septième avec 6,6. Il ajoute également 7,1 rebonds et pour la seconde année consécutive, il est élu dans les deux cinq : de l’année et défensif.

#### Ses deux derniers titres NBA

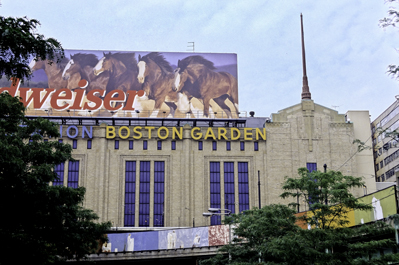
John Havlicek établit le 1 avril 1973 le record de la franchise avec 54 points et le record NBA avec 24 paniers réussis en un match de playoffs contre les Hawks d'Atlanta au Boston Garden.

En 1974, pour la troisième saison consécutive, la finale de la Conférence Est oppose Boston aux Knicks de New York. Les Celtics, après avoir de nouveau terminé en tête des bilans à l’Est, puis avoir éliminé les Braves de Buffalo au premier tour, battent cette fois New York sur le score de quatre à un. En finales, ils sont opposés aux Bucks de Milwaukee de Kareem Abdul-Jabbar et Oscar Robertson. La série débute par une victoire de Boston à Milwaukee, puis les Bucks égalisent par une victoire 105 à 96 dans le match 2. Lors de la rencontre suivante, Les Celtics reprennent la tête de la série avec une victoire 95 à 83 avant que les Bucks n’égalisent de nouveau. Boston, grâce à une victoire 96 à 77, se donne l’occasion de remporter le titre lors d’une sixième rencontre à Boston.
Lors de celle-ci, Havlicek permet à son équipe de disputer une prolongation en égalisant à 86 partout. Il obtient une seconde prolongation en égalisant de nouveau en captant le rebond d’un tir qu’il avait lui-même pris. Durant la troisième prolongation il marque neuf des onze points de son équipe (il est le codétenteur du record de nombre de points marqués dans une prolongation), dont un tir par-dessus Abdul-Jabbar qui porte le score à 101 à 100 à sept secondes du terme. Mais celui-ci réussit un skyhook (tir en bras roulé) de 17 pieds, soit 5,18 mètres, qui donne la victoire aux Bucks sur le score de 102 à 101. Lors de la dernière manche, les Celtics changent de stratégie et optent pour des prises à deux ou trois sur Abdul-Jabbar.
Les Celtics l’emportent 102 à 87. Havlicek est également nommé MVP des finales. À titre individuel, Havlicek termine à la neuvième place du classement des marqueurs avec 22,6 points et des passeurs, avec 5,9 passes. Dans la catégorie statistique des rebonds, il réalise 6,4 prises par rencontre. Pour la troisième saison consécutive, il se retrouve dans les premiers cinq de la NBA et défensif.
Ce titre est suivi d’une élimination en finale de Conférence lors de la saison suivante par Washington sur le score de quatre à deux, après l’avoir emporté au premier tour quatre à un face à Houston. Pour la première fois depuis la saison 1965-1966, sa moyenne de points est en dessous de la barre de 20 points, avec 19,2. Il ajoute 5,9 rebonds, 5,3 passes et 1,3 interception. Il obtient également une nomination dans le second cinq NBA et conserve une place dans le premier cinq défensif.
En 1976, pour la cinquième saison consécutive, Boston remporte le titre de la Division Atlantique avec un bilan de 54 victoires et 28 défaites, bilan qui place également les Celtics en tête de la Conférence Est. Ils éliminent Buffalo, quatre à deux, puis Cleveland sur le même score, pour rejoindre de nouveau les finales NBA. Leurs adversaires sont les Suns de Phoenix. Les Celtics, qui s’appuient sur une ligne arrière composée de Dave Cowens, Paul Silas et John Havlicek, tous trois élus dans le meilleur cinq défensif, affrontent un ancien Celtic, Paul Westphal, qui occupait un poste de second rôle et présente une moyenne de plus de 23 points depuis le milieu de la saison.
Les Celtics emportent les deux premières rencontres, avant que les Suns n’égalisent. Le cinquième match se termine sur le score de 95 partout. Les deux équipes terminent la prolongation sur une nouvelle parité. À 111 à 110 pour les Celtics à une seconde du terme, Westphal décide en toute connaissance de cause de demander un temps-mort. Or comme les Suns n’ont plus de temps-mort disponible, les arbitres doivent donner un lancer franc aux Celtics. Ceux-ci le réussissent. Mais les Suns remettent alors le ballon en jeu au centre du terrain et réussissent le panier qui conduit les deux équipes à une nouvelle prolongation. Lors de celle-ci, Boston l’emporte finalement sur le score de 128 à 126. Boston remporte ensuite la sixième rencontre au Garden sur le score de 87 à 80. Havlicek obtient sa cinquième nomination dans le meilleur cinq défensif. Il obtient également une place dans le second cinq de la NBA. Il marque encore 17 points, capte 4,1 rebonds et délivre 3,7 passes.

#### Fin de carrière

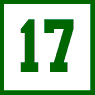
Son maillot est retiré

La saison suivante, les statistiques de Havlicek sont de 17,7 points, 4,8 rebonds et 5,1 passes en 36,9 minutes. Pour la première fois depuis la saison 1966-1967, il ne figure pas dans l’un des deux meilleurs cinq de la NBA. C’est également la première fois depuis l’existence des nominations des meilleurs cinq défensifs qu’il ne fait pas partie de ceux-ci. Les Celtics terminent à la seconde place de la Division Atlantique et à la quatrième de la conférence Est. Au premier tour des play-offs, les Celtics éliminent les Spurs de San Antonio sur le score de deux à zéro. En demi-finale de conférence, ils échouent lors de la septième manche face aux Sixers.
Pour sa quinzième saison consécutive, Havlicek termine avec une moyenne supérieure à 16,1 points. Il y ajoute 4,0 rebonds et 4,0 passes. Les Celtics terminent la saison régulière avec un bilan de 32 victoires et 50 défaites qui conduit les Celtics à la troisième de la Division Atlantique et la huitième place de la Conférence Est. Cette place prive les Celtics de play-offs. Havlicek joue son dernier match au Boston Garden le 9 avril 1978 face à Buffalo, ; il y inscrit 29 points après avoir reçu une énorme ovation de la part du public. Son numéro 17 est retiré au Boston Garden le 13 octobre 1978.

## Style de jeu
Havlicek est un athlète révolutionnaire qui a choisi de montrer ses talents en NBA. Il a accepté et a excellé dans le rôle de réserve : il est d'ailleurs considéré comme le meilleur sixième homme dans l'histoire de la NBA. Il combine à sa capacité d'endurance qui est la course, l'art de mettre en place un style en mouvement constant à l'attaque et en défense. Au cours de ses seize ans avec les Celtics de Boston, l'entraîneur Red Auerbach décrit Havlicek comme les « entrailles de l'équipe ».
Comme le dit l'historien de l'université d'État de l'Ohio dans son ouvrage Golden Age of Ohio State Basketball : « Il était le premier homme à l'attaque, mais il était toujours le dernier joueur à quitter la défense ».
John Havlicek dans les années 1960 est celui qui a été un des premiers à rendre important le poste d'ailier (small forward) avec Elgin Baylor et Rick Barry, rôle quasi inexistant depuis le début de la ligue. Il est le premier ailier-shooteur d'une grande lignée (avec entre autres Larry Bird dans les années 1980, Paul Pierce dans les années 2000 et  LeBron James, Carmelo Anthony et Kevin Durant aujourd'hui. Joueur complet mêlant les caractéristiques d'un arrière et d'un ailier, il est fréquemment considéré comme le premier « swingman » de l'histoire.

## Récompenses
John Havlicek a été sélectionné 13 fois consécutivement pour les NBA All-Star Game (match des étoiles) de 1966 à 1978,. Lors de sa première année professionnelle il est nommé dans la toute nouvelle (c'est la première édition) All-Rookie First Team. Ensuite il est nommé douze fois consécutivement dans la All-NBA Team (4 fois dans la All-NBA First Team de 1971 à 1974 et 8 fois dans la All-NBA Second Team de 1963 à 1970 puis en 1975 et 1976), il est également huit fois consécutivement dans la NBA All-Defensive Team (d'abord 3 fois dans la NBA All-Defensive Second Team de 1969 à 1971 puis 5 fois dans la NBA All-Defensive First Team de 1972 à 1976). Il est leader de la ligue pour les matchs joués durant sept saisons (1962-63, 1966-67, 1967-68, 1968-69, 1971-72, 1974-75 et 1977-78). C'est également le joueur qui a passé le plus de temps total et en moyenne par match sur le terrain deux années consécutives (1970-71 et 1971-72) avec 45,4 et 45,1 minutes par match.
John Havlicek est considéré comme le meilleur Sixième homme de l'histoire de la NBA avec Kevin McHale des Celtics de Boston.
En 1984, il est intronisé au Naismith Memorial Basketball Hall of Fame. En 2006, il fait partie de la première promotion à être intronisée au National Collegiate Basketball Hall of Fame.

## Statistiques
gras = ses meilleures performances

### Universitaires
Statistiques en université de John Havlicek
| Saison    | Équipe     | Matchs | % Tir | % LF | Rbds/m. | Pts/m. |
| --------- | ---------- | ------ | ----- | ---- | ------- | ------ |
| 1959-1960 | Ohio State | 28     | 46,2  | 71,6 | 7,3     | 12,2   |
| 1960-1961 | Ohio State | 28     | 53,9  | 70,1 | 8,7     | 14,5   |
| 1961-1962 | Ohio State | 28     | 52,0  | 76,1 | 9,7     | 17,0   |
| Carrière  | Carrière   | 84     | 50,8  | 73,0 | 8,6     | 14,6   |

### Professionnelles

#### Saison régulière
Légende :
| Champion NBA | Meilleur joueur de cette catégorie statistique de la saison |

gras = ses meilleures performances
Statistiques en saison régulière de John Havlicek
| Saison        | Équipe        | Matchs | Titul. | Min./m | % Tir | % LF | Rbds/m. | Pass/m. | Int/m. | Ctr/m. | Pts/m. |
| ------------- | ------------- | ------ | ------ | ------ | ----- | ---- | ------- | ------- | ------ | ------ | ------ |
| 1962-1963     | Boston        | 80     | —      | 27,5   | 44,5  | 72,8 | 6,7     | 2,2     | —      | —      | 14,3   |
| 1963-1964     | Boston        | 80     | —      | 32,3   | 41,7  | 74,6 | 5,4     | 3,0     | —      | —      | 19,9   |
| 1964-1965     | Boston        | 75     | —      | 28,9   | 40,1  | 74,4 | 4,9     | 2,7     | —      | —      | 18,3   |
| 1965-1966     | Boston        | 71     | —      | 30,6   | 39,9  | 78,5 | 6,0     | 3,0     | —      | —      | 18,8   |
| 1966-1967     | Boston        | 81     | —      | 32,1   | 44,4  | 82,8 | 6,6     | 3,4     | —      | —      | 21,4   |
| 1967-1968     | Boston        | 82     | —      | 35,6   | 42,9  | 81,2 | 6,7     | 4,7     | —      | —      | 20,7   |
| 1968-1969     | Boston        | 82     | —      | 38,7   | 40,5  | 78,0 | 7,0     | 5,4     | —      | —      | 21,6   |
| 1969-1970     | Boston        | 81     | —      | 41,6   | 46,4  | 84,4 | 7,8     | 6,8     | —      | —      | 24,2   |
| 1970-1971     | Boston        | 81     | 81     | 45,4   | 45,0  | 81,8 | 9,0     | 7,5     | —      | —      | 28,9   |
| 1971-1972     | Boston        | 82     | 82     | 45,1   | 45,8  | 83,4 | 8,2     | 7,5     | —      | —      | 27,5   |
| 1972-1973     | Boston        | 80     | 80     | 42,1   | 45,0  | 85,8 | 7,1     | 6,6     | —      | —      | 23,8   |
| 1973-1974     | Boston        | 76     | 76     | 40,7   | 45,6  | 83,2 | 6,4     | 5,9     | 1,3    | 0,4    | 22,6   |
| 1974-1975     | Boston        | 82     | 82     | 38,2   | 45,5  | 87,0 | 5,9     | 5,3     | 1,3    | 0,2    | 19,2   |
| 1975-1976     | Boston        | 76     | 76     | 34,2   | 45,0  | 84,4 | 4,1     | 3,7     | 1,3    | 0,4    | 17,0   |
| 1976-1977     | Boston        | 79     | 56     | 36,9   | 45,2  | 81,6 | 4,8     | 5,1     | 1,1    | 0,2    | 17,7   |
| 1977-1978     | Boston        | 82     | 72     | 34,1   | 44,9  | 85,5 | 4,0     | 4,0     | 1,1    | 0,3    | 16,1   |
| Carrière      | Carrière      | 1270   | 605    | 36,6   | 43,9  | 81,5 | 6,3     | 4,8     | 1,2    | 0,3    | 20,8   |
| All-Star Game | All-Star Game | 13     | 10     | 23,3   | 48,1  | 75,6 | 3,5     | 2,4     | 0,8    | 0,0    | 13,8   |

#### Playoffs
Légende :
| Champion NBA | MVP des finales NBA | Meilleur joueur de cette catégorie statistique de la saison |

Statistiques en playoffs de John Havlicek
| Saison   | Équipe   | Matchs | Titul. | Min./m | % Tir | % LF | Rbds/m. | Pass/m. | Int/m. | Rbds/m. | Pts/m. |
| -------- | -------- | ------ | ------ | ------ | ----- | ---- | ------- | ------- | ------ | ------- | ------ |
| 1963     | Boston   | 11     | —      | 23,1   | 44,8  | 66,7 | 4,8     | 1,5     | —      | —       | 11,8   |
| 1964     | Boston   | 10     | —      | 28,9   | 38,4  | 79,5 | 4,3     | 3,2     | —      | —       | 15,7   |
| 1965     | Boston   | 12     | —      | 33,8   | 35,2  | 83,6 | 7,3     | 2,4     | —      | —       | 18,5   |
| 1966     | Boston   | 17     | —      | 42,3   | 40,9  | 84,1 | 9,1     | 4,1     | —      | —       | 23,6   |
| 1967     | Boston   | 9      | —      | 36,7   | 44,8  | 80,3 | 8,1     | 3,1     | —      | —       | 27,4   |
| 1968     | Boston   | 19     | —      | 45,4   | 45,2  | 82,8 | 8,6     | 7,5     | —      | —       | 25,9   |
| 1969     | Boston   | 18     | —      | 47,2   | 44,5  | 85,5 | 9,9     | 5,6     | —      | —       | 25,4   |
| 1972     | Boston   | 11     | 11     | 47,0   | 46,0  | 85,9 | 8,4     | 6,4     | —      | —       | 27,4   |
| 1973     | Boston   | 12     | 9      | 39,9   | 47,7  | 82,4 | 5,2     | 5,4     | —      | —       | 23,8   |
| 1974     | Boston   | 18     | 18     | 45,1   | 48,4  | 88,1 | 6,4     | 6,0     | 1,3    | 0,3     | 27,1   |
| 1975     | Boston   | 11     | 11     | 42,2   | 43,2  | 86,8 | 5,2     | 4,6     | 1,5    | 0,1     | 21,1   |
| 1976     | Boston   | 15     | 9      | 33,7   | 44,4  | 80,9 | 3,7     | 3,4     | 0,8    | 0,3     | 13,2   |
| 1977     | Boston   | 9      | 9      | 41,7   | 37,1  | 82,0 | 5,4     | 6,9     | 0,9    | 0,4     | 18,3   |
| Carrière | Carrière | 172    | 67     | 39,9   | 43,6  | 83,6 | 6,9     | 4,8     | 1,1    | 0,3     | 22,0   |

## Records
Légende :

### En match
| Type statistique                      | Saison régulière | Saison régulière                               | Saison régulière                | Playoffs | Playoffs        | Playoffs        |
| Type statistique                      | Record           | Adversaire                                     | Date                            | Record   | Adversaire      | Date            |
| ------------------------------------- | ---------------- | ---------------------------------------------- | ------------------------------- | -------- | --------------- | --------------- |
| Points en un match                    | 43 43            | Bullets de Baltimore Bucks de Milwaukee        | 17 décembre 1963 8 mars 1970    | 54       | Hawks d'Atlanta | 1er avril 1973  |
| Paniers marqués en un match           | 18 18            | SuperSonics de Seattle Knicks de New York      | 6 février 1972 12 mars 1972     | 24       | Hawks d'Atlanta | 1er avril 1973, |
| Paniers tentés en un match            | 42               | Bullets de Baltimore                           | 3 février 1965                  | 36       | Hawks d'Atlanta | 1er avril 1973  |
| Lancers francs réussis (sans échec)   | 16/16            | Rockets de San Diego                           | 25 février 1970                 | n.c.     |                 |                 |
| Lancers francs réussis (1 échec)      | 15/16            | Hawks de Saint-Louis Trail Blazers de Portland | 19 janvier 1968 13 janvier 1976 | n.c.     |                 |                 |
| Lancers francs réussis                | 19               | SuperSonics de Seattle                         | 6 février 1970                  | 14       |                 |                 |
| Lancers francs tentés                 | 24               | SuperSonics de Seattle                         | 6 février 1970                  | 16       |                 |                 |
| Lancers francs tentés en une mi-temps | 15               | SuperSonics de Seattle                         | 6 février 1970                  | n.c.     |                 |                 |
| Rebonds totaux                        | 20               |                                                |                                 | n.c.     |                 |                 |
| Passes décisives                      | 16               | Suns de Phoenix                                | 22 février 1972                 | 13       |                 |                 |
| Interceptions                         | n.c.             |                                                |                                 | 6        |                 |                 |
| Contres                               | n.c.             |                                                |                                 | n.c.     |                 |                 |
| Balles perdues                        | n.c.             |                                                |                                 | n.c.     |                 |                 |
| Minutes jouées                        | n.c.             |                                                |                                 | n.c.     |                 |                 |

### En une saison et en carrière
| Type statistique                   | Saison régulière | Saison régulière | Playoffs | Playoffs  |
| Type statistique                   | Record           | Année            | Record   | Année     |
| ---------------------------------- | ---------------- | ---------------- | -------- | --------- |
| Points                             | 2 338            | 1970-1971        | 493      | 1967-1968 |
| Paniers marqués                    | 897              | 1971-1972        | 184      | 1967-1968 |
| Paniers tentés                     | 1 982            | 1970-1971        | 411      | 1973-1974 |
| Pourcentage paniers réussis        | 45,8 %           | 1971-1972        | 48,4%    | 1973-1974 |
| Lancers francs réussis             | 554              | 1970-1971        | 125      | 1967-1968 |
| Lancers francs tentés              | 677              | 1970-1971        | 151      | 1967-1968 |
| Pourcentage lancers francs réussis | 87,0 %           | 1974-1975        | 88,1 %   | 1973-1974 |
| Rebonds offensifs                  | 154              | 1974-1975        | 28       | 1973-1974 |
| Rebonds défensifs                  | 330              | 1974-1975        | 88       | 1973-1974 |
| Rebonds totaux                     | 730              | 1970-1971        | 179      | 1968-1969 |
| Passes décisives                   | 614              | 1971-1972        | 142      | 1967-1968 |
| Interceptions                      | 110              | 1974-1975        | 24       | 1973-1974 |
| Contres                            | 29               | 1974-1976        | 6        | 1973-1974 |
| Match joués                        | 82               | 5 fois           | 19       | 1968-1969 |
| Minutes jouées                     | 3 698            | 1971-1972        | 850      | 1967-1968 |
| Minutes jouées par match           | 45,4             | 1970-1971        | 47,2     | 1968-1969 |
| Fautes personnelles                | 247              | 1968-1969        | 69       | 1965-1966 |

| Type statistique                   | Saison régulière | Saison régulière | playoffs |
| Type statistique                   | Record           | Rang             | Record   |
| ---------------------------------- | ---------------- | ---------------- | -------- |
| Points                             | 26 395           | 1er              | 3 776    |
| Points par match                   | 20,8             | 3e               | 22,0     |
| Paniers marqués                    | 10 513           | 1er              | 1 451    |
| Paniers tentés                     | 23 930           | 1er              | 3 329    |
| Pourcentage paniers réussis        | 43,9 %           |                  | 43,6 %   |
| Lancers francs réussis             | 5 369            | 2e               | 874      |
| Lancers francs tentés              | 6 589            | 2e               | 1 046    |
| Pourcentage lancers francs réussis | 81,5 %           | 7e               | 83,6 %   |
| Rebonds offensifs                  | 610              |                  | 79       |
| Rebonds défensifs                  | 1 389            |                  | 199      |
| Rebonds totaux                     | 8 007            | 5e               | 1 186    |
| Passes décisives                   | 6 114            | 2e               | 825      |
| Interceptions                      | 476              |                  | 60       |
| Contres                            | 117              |                  | 16       |
| Match joués                        | 1 270            | 1er              | 172      |
| Minutes jouées                     | 46 471           | 1er              | 6 860    |
| Minutes jouées par match           | 36,6             |                  | 39,9     |
| Fautes personnelles                | 3 281            | 1er              | 527      |

## L'après basket et vie privée
Il se marie le 17 juin 1967 avec Beth Evans originaire de Painesville (Ohio). Ils ont deux enfants : une fille Jill (épouse Buchanan) et un garçon Chris.
Il est l'auteur de la préface du livre de John Hareas : Nba's Greatest, ouvrage qui avec plus de 300 photographies d'action est un regard fascinant et en profondeur sur les plus grands joueurs de basket-ball, les équipes, les entraîneurs, notamment le match à 100 points de Wilt Chamberlain ou le panier de Michael Jordan en 1989 contre Cleveland tiré à la dernière seconde.
Ayant mis de la distance entre lui et le basket-ball, Havlicek navigue entre ses maisons de Weston, dans la banlieue de Boston et cap Cod dans le Massachusetts et la Floride. Il ne rend visite que très rarement aux Celtics. Ses occupations sont la chasse, la pêche et le golf.
Havlicek possède trois restaurants Wendy's et des parts dans une entreprise alimentaire dans l'Ohio. Il s'occupe également des relations publiques pour une entreprise à Leominster dans le Massachusetts. Dave Thomas, fondateur de Wendy's, est un de ses amis ainsi que sa fille, Wendy dont la chaîne porte le prénom, qu'Havlicek a utilisé comme baby-sitter.
Le 6 janvier 2007 le gymnase du lycée de Bridegport est baptisé John J. Havlicek Gymasium.
Il meurt le 25 avril 2019 à Jupiter en Floride, à l'âge de 79 ans. Il souffrait de la maladie de Parkinson. Les Celtics lui rendent hommage : « Ses traits distinctifs en tant que joueur étaient son infatigable énergie et son engagement sans faille envers l’équipe plutôt qu’envers lui-même. Il a été extraordinairement réfléchi et généreux, tant sur le plan personnel que pour les personnes dans le besoin, comme l’illustre son engagement à recueillir des fonds pour la Genesis Foundation for Children pendant plus de trois décennies par le biais de son tournoi de pêche. »

## Pour approfondir